# Senis
Senis är en ort och kommun i provinsen Oristano i regionen Sardinien i Italien. Kommunen hade 438 invånare (2017).